# Now & Then (album của The Carpenters)
Now & Then là album phòng thu thứ năm của ban nhạc The Carpenters, phát hành ngày 9 tháng 5 năm 1973 bởi hãng đĩa A&M Records. Tên gọi của album là ý tưởng của mẹ của Richard và Karen, Agnes Carpenter.

## Danh sách bài hát
| Mặt 1 | Mặt 1                                      | Mặt 1      |
| STT   | Nhan đề                                    | Thời lượng |
| ----- | ------------------------------------------ | ---------- |
| 1.    | "Sing" (Joe Raposo)                        | 3:20       |
| 2.    | "This Masquerade" (Leon Russell)           | 4:50       |
| 3.    | "Heather" (Johnny Pearson)                 | 2:47       |
| 4.    | "Jambalaya (On the Bayou)" (Hank Williams) | 3:40       |
| 5.    | "I Can't Make Music" (Randy Edelman)       | 3:17       |

| Mặt 2 | Mặt 2 | Mặt 2      |
| STT   | Nhan đề | Thời lượng |
| ----- | --- | ---------- |
| 6.    | "Yesterday Once More" (medley) - (a) "Yesterday Once More" (John Bettis, Richard Carpenter) - (b) "Fun, Fun, Fun" (Brian Wilson, Mike Love) - (c) "The End of the World" (Arthur Kent, Sylvia Dee) - (d) "Da Doo Ron Ron (When He Walked Me Home)" (Ellie Greenwich, Jeff Barry, Phil Spector) - (e) "Dead Man's Curve" (Jan Berry, Roger Christian, Wilson, Artie Kornfeld) - (f) "Johnny Angel" (Lyn Duddy, Lee Pockriss) - (g) "The Night Has a Thousand Eyes" (Benjamin Weisman, Dorothy Wayne, Marilynn Garrett) - (h) "Our Day Will Come" (Bob Hilliard, Mort Garson) - (i) "One Fine Day" (Carole King, Gerry Goffin)" | 18:05      |
| 7.    | "Yesterday Once More (trở lại bài hát đầu tiên của medley)" (Bettis, Carpenter) | 0:58       |

| Phiên bản đĩa CD | Phiên bản đĩa CD                          | Phiên bản đĩa CD |
| STT              | Nhan đề                                   | Thời lượng       |
| ---------------- | ----------------------------------------- | ---------------- |
| 6.               | "Yesterday Once More"                     | 3:50             |
| 7.               | "Fun, Fun, Fun"                           | 1:32             |
| 8.               | "The End of the World"                    | 2:25             |
| 9.               | "Da Doo Ron Ron (When He Walked Me Home)" | 1:43             |
| 10.              | "Dead Man's Curve"                        | 1:40             |
| 11.              | "Johnny Angel"                            | 1:30             |
| 12.              | "The Night Has a Thousand Eyes"           | 1:45             |
| 13.              | "Our Day Will Come"                       | 2:00             |
| 14.              | "One Fine Day"                            | 1:40             |
| 15.              | "Yesterday Once More" (trở lại bài thứ 6) | 0:58             |

## EP

### Now & Then
- Đĩa quảng bá 7" tại Hoa Kỳ (1973) – Mã A&M LLP 222
  1. "Oldies Medley" (phần 1)
  2. "Oldies Medley" (phần 2)

## Xếp hạng và chứng nhận
| Bảng xếp hạng (1973–75)      | Vị trí cao nhất |
| ---------------------------- | --------------- |
| Úc (Kent Music Report)       | 3               |
| Canada Top Albums/CDs (RPM)  | 2               |
| Album Hà Lan (Album Top 100) | 2               |
| Nhật Bản (Oricon LP)         | 1               |
| Album Na Uy (VG-lista)       | 12              |
| Album Anh Quốc (OCC)         | 2               |
| Album Hoa Kỳ Billboard 200   | 2               |

| Bảng xếp hạng (1973)              | Vị trí |
| --------------------------------- | ------ |
| Úc (Kent Music Report)            | 12     |
| Hà Lan (Album Top 100)            | 19     |
| Nhật Bản (Oricon)                 | 5      |
| Anh Quốc (OCC)                    | 12     |
| Hoa Kỳ Top Pop Albums (Billboard) | 51     |
| Bảng xếp hạng (1974)              | Vị trí |
| Hà Lan (Album Top 100)            | 26     |
| Nhật Bản (Oricon)                 | 4      |
| Anh Quốc (OCC)                    | 25     |

| Bảng xếp hạng (1970–79) | Vị trí |
| ----------------------- | ------ |
| Nhật Bản (Oricon)       | 25     |

| Quốc gia                                                                           | Chứng nhận  | Số đơn vị/doanh số chứng nhận |
| ---------------------------------------------------------------------------------- | ----------- | ----------------------------- |
| Nhật Bản (Oricon)                                                                  | —           | 514.000                       |
| Hà Lan (NVPI)                                                                      | Bạch kim    | 100.000^                      |
| Anh Quốc (BPI)                                                                     | Vàng        | 100.000^                      |
| Hoa Kỳ (RIAA)                                                                      | 2× Bạch kim | 2.000.000^                    |
| * Chứng nhận dựa theo doanh số tiêu thụ. ^ Chứng nhận dựa theo doanh số nhập hàng. |             |                               |